# 钱江源国家森林公园
浙江钱江源国家森林公园是一个位于中国浙江省开化县的国家森林公园。旨在有效保护当地的原始次生林。截至2014年，浙江钱江源国家森林公园有两栖类7科26种，爬行9科51种，鸟类30科104种，兽类21科58种。